# Katholisches Kinderkrankenhaus Wilhelmstift

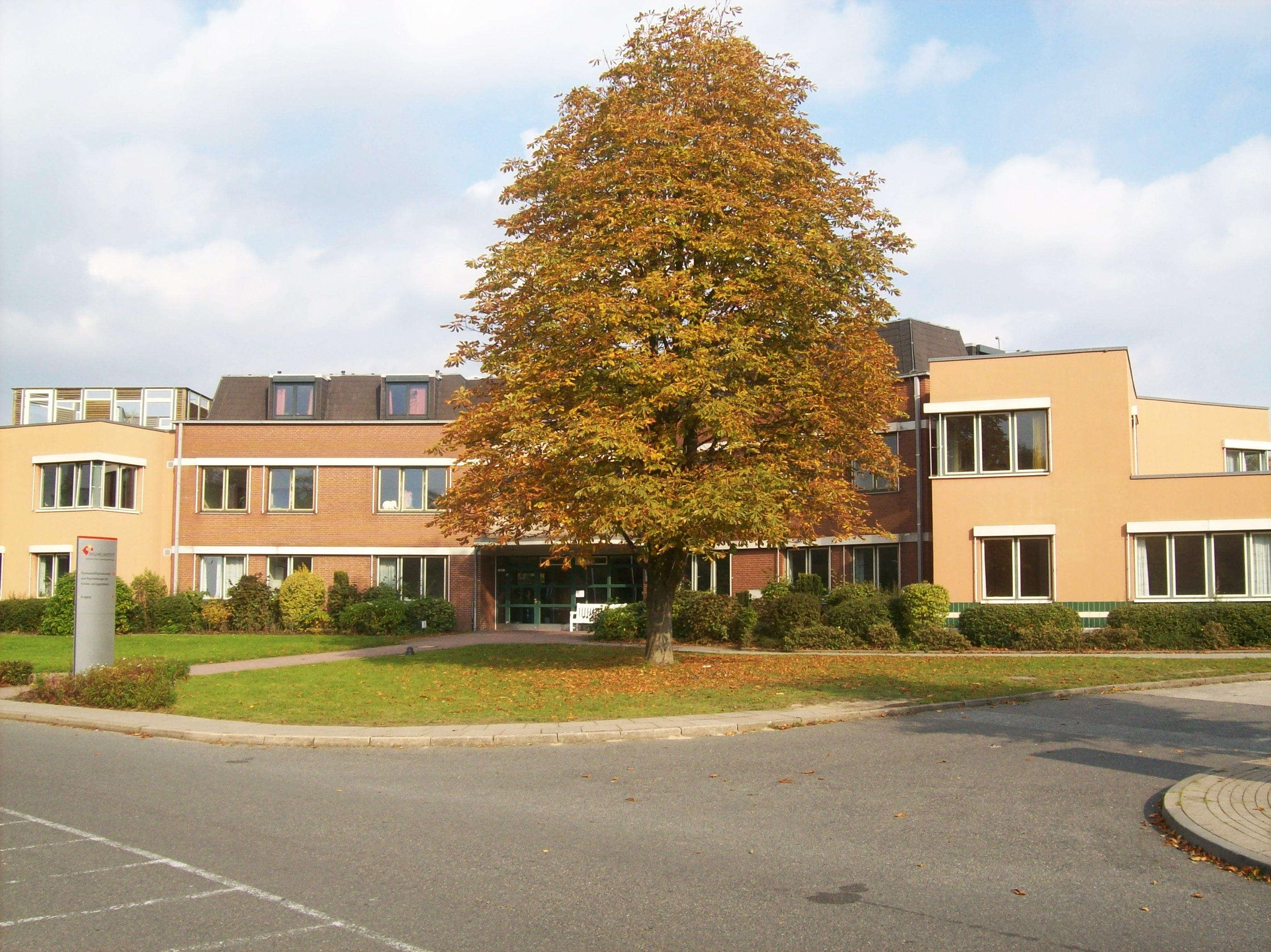
Katholisches Kinderkrankenhaus Wilhelmstift

Der Haupteingang des Kinderkrankenhauses

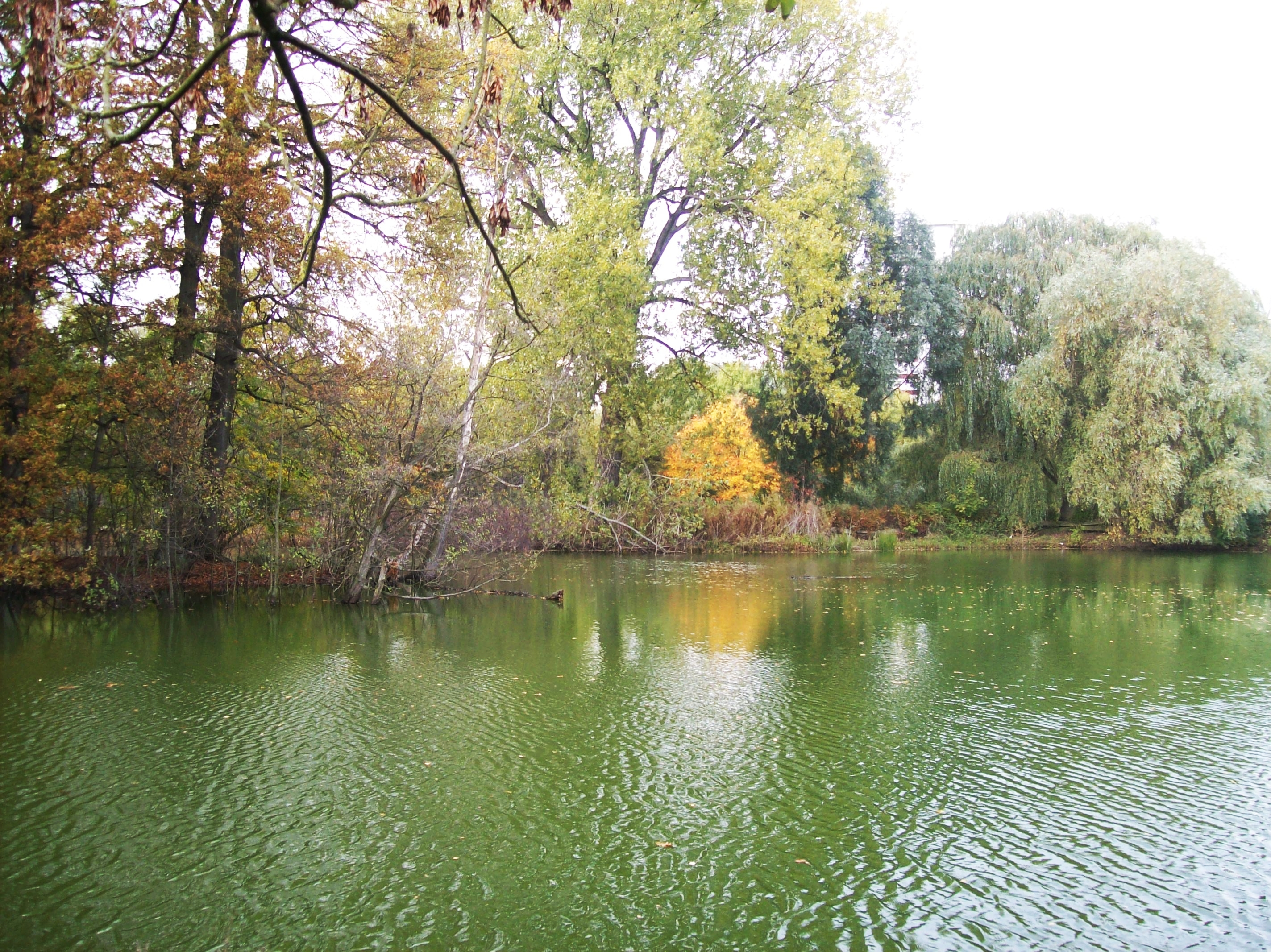
See beim Kinderkrankenhaus

Das Katholische Kinderkrankenhaus Wilhelmstift ist als Klinik der pädiatrischen Schwerpunktversorgung mit 249 (teil-)stationären Betten die größte Kinderklinik Hamburgs. 
Das Haus ist gemeinsam mit dem Marienkrankenhaus Hamburg und dem Marien-Krankenhaus Lübeck Teil der Ansgar-Gruppe, einem Verbund von katholischen Krankenhäusern. Im Zentrum für Kinder- und Jugendmedizin befinden sich 23 Fachbereiche unter einem Dach, die eine medizinische Versorgung der kurzen Wege ermöglichen. 
Das Wilhelmstift bietet ca. 12.000 stationären sowie rund 50.000 ambulanten Patienten pro Jahr Spitzenmedizin, die weit über die Grenzen Norddeutschlands hinaus Anerkennung findet. Unter anderem werden Betten für schwerbrandverletzte Kinder sowie ein Level 1 Perinatalzentrum mit einer Neonatologie (= Intensivstation für Früh- und Neugeborene) vorgehalten.

## Geschichte
1925 wurde durch den Hamburger Katholischen Verein für Frauen, Mädchen und Kinder ein Zufluchtshaus als Fürsorgeheim für gefallene Mädchen in Hamburg gegründet. Aufgrund zahlreicher Schwierigkeiten beim Unterhalt des Heimes übertrug der Verein den Besitz an das Bistum Osnabrück, wo sich im Weiteren der amtierende Bischof Hermann Wilhelm Berning persönlich für die Belange des Hauses einsetzte. Nach diesem erfolgte später die Namensgebung als Wilhelmstift. 1927 wurde die Einrichtung um ein Säuglingsheim erweitert, welches 1928 eingeweiht wurde. 1930 wurden Wöchnerinnenzimmer eingerichtet, um Geburten direkt im Pflegeheim zu ermöglichen. Ab 1936 wurden in dem Heim auch kranke Kinder gepflegt.
Durch den Zweiten Weltkrieg war man 1943 gezwungen, das Gebäude zu verlassen. Die Wiedereröffnung erfolgte 1945. Aufgrund von starken Versorgungsengpässen bei der Behandlung von schwerkranken Kindern in Hamburg wurde das Pflegeheim 1947 um 36 Krankenhausbetten für Kinder erweitert.
Aufgrund des zunehmenden Platzmangels erfolgte 1955 ein Neubau, der 1956 eingeweiht wurde. 1975 konnten Pläne, das Krankenhaus aus dem Krankenhausbedarfsplan zu streichen, durch eine Bürgerinitiative abgewendet werden. 1982 wurde das Kinderkrankenhaus Walddörfer übernommen. 1992 erfolgte die Zusammenlegung beider Häuser. 
1995 ging die Trägerschaft auf den neu gegründeten Erzbischöflichen Stuhl zu Hamburg über. Die Tagesklinik des Kinderkrankenhauses Wilhelmstift öffnete mit 15 Plätzen 1997 ihre Pforten. Ab 2004 wurde auf dem Gelände des Kinderkrankenhauses Wilhelmstift von der Stiftung See You eines der ersten Nachsorgezentren in Norddeutschland für zu früh geborene oder erkrankte Kinder betrieben. 2007 nahm das sogenannte Kindermedizinische Versorgungszentrum am Wilhelmstift, kurz MVZ, seine Arbeit auf, 2011 eröffnete das Haus eine weitere psychiatrische Tagesklinik in Hamburg-Langenhorn. 2018 wurde das MVZ-Gebäude auf dem Gelände des Wilhelmstifts abgerissen, um Platz für eine neue Kinder- und Jugendpsychiatrie zu machen. Am 30. Januar 2020 legte die damalige Gesundheitssenatorin Cornelia Prüfer-Storcks gemeinsam mit dem Chefarzt der Kinder- und Jugendpsychiatrie, Psychosomatik und Psychotherapie sowie dem Domkapitular den Grundstein für diesen Neubau. Mit insgesamt 28,9 Millionen Euro wird der dreigeschossige Neubau mit über 60 Ein- und Zweibettzimmern von der Behörde für Gesundheit und Verbraucherschutz gefördert.

## Fachabteilungen
- Adipositas
- Allergologie/Pneumologie
- Anästhesie
- Dermatologie
- Diabetologie
- Endokrinologie
- Ernährungsberatung
- Gastroenterologie
- Hals-Nasen-Ohrenmedizin
- Kinderchirurgie
- Kindergesichtschirurgie
- Kinderorthopädie
- Kinder- und Jugendpsychiatrie
- Kinderurologie
- Kinderneurologie
- Neonatologie und Pädiatrische Intensivmedizin
- Neuropädiatrie
- Pädiatrie
- Physiotherapie
- Radiologie
- Zentrum für Schwerbrandverletzte
- Zentrum für vaskuläre Anomalien im Kindesalter
- Zentrum für Kinder-Handchirurgie

Zusätzlich wird im Rahmen einer Kooperation im Marienkrankenhaus Hamburg ein Level 1 Perinatalzentrum kinderärztlich betreut.